# Ӌ
La Ӌ, minuscolo ӌ, chiamata anche če khakassa, è una lettera dell'alfabeto cirillico.  Viene usata solo nella versione cirillica modificata per la lingua khakassa dove rappresenta la consonante affricata postalveolare sonora /ʤ/.